# Jamboree mondial de 1933
Le jamboree mondial de 1933 est un jamboree scout qui s'est tenu à Gödöllő en Hongrie. 
Il a rassemblé près de 26 000 scouts (dont 18 000 hongrois) venus de 32 pays et 21 territoires.

## L'organisation du camp
Le jamboree est ouvert par Baden Powell et l'amiral Horthy, régent de la Hongrie. Pour une fois, le jamboree se vit sous le beau temps. L'expérience d'un journal du jamboree est renouvelé mais cette fois, il est édité en français, anglais, allemand et hongrois avec quelques articles dans d'autres langues. Chaque participant étranger possède un "cousin" hongrois, qui parle une langue étrangère. 
Pour la première fois des timbres scouts commémoratifs sont édités. 
Le symbole du jamboree est un grand cerf blanc qui représente l'esprit du scoutisme: « Considérez ce cerf blanc comme l'esprit du Scoutisme, allant de l'avant et toujours plus haut, vous conduisant toujours plus en avant et plus haut en franchissant toutes les difficultés et prêts à de nouvelles aventures. » (Baden-Powell) 
Une des images marquantes du Jamboree reste les visites du camp effectuées à cheval par Baden Powell et Pál Teleki, chef des scouts de Hongrie et futur premier ministre. 